# Austin Pendleton
Austin Campbell Pendleton (Warren, Ohio, 27 de marzo de 1940) es un dramaturgo y actor estadounidense. Actuó y escribió en varias obras de teatro para Broadway entre las décadas de 1960 y 1990. Reapareció en Broadway en el año 2018 en la obra Choir Boy. También registra apariciones en el cine y la televisión estadounidenses.

## Filmografía

### Broadway
| Año  | Obra                    | Papel                         | Notas    |
| ---- | ----------------------- | ----------------------------- | -------- |
| 1964 | Fiddler on the Roof     | Motel                         |          |
| 1966 | Hail Scrawdyke!         | Irwin Ingham                  |          |
| 1967 | The Little Foxes        | Leo Hubbard                   |          |
| 1973 | Shelter                 |                               | Director |
| 1974 | An American Millionaire | Bobby Rudetsky                |          |
| 1975 | Goodtime Charley        | Charley                       |          |
| 1976 | The Runner Stumbles     |                               | Director |
| 1980 | John Gabriel Borkman    |                               | Director |
| 1981 | The Little Foxes        |                               | Director |
| 1985 | Doubles                 | Arnie                         |          |
| 1988 | Spoils of War           |                               | Director |
| 1989 | Grand Hotel             | Otto Kringelein (replacement) |          |
| 1997 | The Diary of Anne Frank | Sr. Dussel                    |          |
| 2018 | Choir Boy               | Sr. Pendleton                 |          |

### Cine
| Año     | Título                                | Personaje                | Observaciones                          |
| ------- | ------------------------------------- | ------------------------ | -------------------------------------- |
| 1968    | Petulia                               | Intern                   |                                        |
| 1968    | One Life to Live                      |                          | Serie de TV                            |
| 1968    | Skidoo                                | Fred                     |                                        |
| 1970    | Catch-22                              | Teniente coronel Moodus  |                                        |
| 1972    | What's Up, Doc?                       | Frederick Larrabee       |                                        |
| 1972    | Every Little Crook and Nanny          | Luther                   |                                        |
| 1972    | Love, American Style                  | Barney Dereemus          | Serie de TV (1 episodio)               |
| 1973    | The Thief Who Came to Dinner          | Zukovsky                 |                                        |
| 1973    | Love, American Style                  | Leo                      | Serie de TV (1 episodio)               |
| 1974    | Good Times                            | Donald Hargrove          | Serie de TV (1 Episodio)               |
| 1974    | Primera plana                         | Earl Williams            |                                        |
| 1974    | Great Performances                    | Bennie                   | Serie de TV (1 Episodio)               |
| 1976    | Diary of the Dead                     | Dr. Klein                |                                        |
| 1977    | You're Gonna Love It Here             | Harry Rogers             | Película de TV                         |
| 1977    | The Great Smokey Roadblock            | Guido                    |                                        |
| 1978    | Big City Boys                         | Harry Buckman            | Película de TV                         |
| 1979    | The Muppet Movie                      | Max                      |                                        |
| 1979    | Starting Over                         | Paul                     |                                        |
| 1980    | Simon                                 | Dr. Carl Becker          |                                        |
| 1980    | First Family                          | Dr. Alexander Grade      |                                        |
| 1983    | Great Performances                    | White Rabbit             | Serie de TV (1 Episodio)               |
| 1983    | St. Elsewhere                         | Mr. Entertainment        | Serie de TV (1 Episodio)               |
| 1984    | Talk to Me                            | Richard Patterson        |                                        |
| 1984    | St. Elsewhere                         | Mr. Entertainment        | Serie de TV (1 Episodio)               |
| 1985    | Love, Long Distance                   | Dr. Arthur Ruskin        | Película de TV                         |
| 1985    | My Man Adam                           | Mr. Greenhut             |                                        |
| 1986    | Miami Vice                            | Max Rogo                 | Serie de TV (1 Episodio)               |
| 1986    | Off Beat                              | Gun Shop Salesman        |                                        |
| 1986    | Short Circuit                         | Howard Marner            |                                        |
| 1987    | Leg Work                              | Harold Rodman            | Serie de TV (1 Episodio)               |
| 1987    | Hello Again                           | Junior Lacey             |                                        |
| 1988    | Spenser: For Hire                     | El profesor              | Serie de TV (1 Episodio)               |
| 1986-89 | The Equalizer                         | Jonah                    | Serie de TV (3 Episodios)              |
| 1989    | The Cosby Show                        | Mr. Kensington           | Serie de TV (1 Episodio)               |
| 1989    | B.L. Stryker                          | Danny Lennox             | Serie de TV (1 Episodio)               |
| 1989    | Anything But Love                     | Max Templeton            | Serie de TV (1 Episodio)               |
| 1990    | American Dreamer                      |                          | Serie de TV (1 Episodio)               |
| 1990    | 21 Jump Street                        | Mr. Trysla               | Serie de TV (1 Episodio)               |
| 1990    | Mr. and Mrs. Bridge                   | Mr. Gadbury              |                                        |
| 1991    | The Ballad of the Sad Café            | Lawyer Taylor            |                                        |
| 1991    | True Identity                         | Othello's Director       |                                        |
| 1991    | Lethal Innocence                      | Paul Kent                | Película de TV                         |
| 1992    | Mi primo Vinny                        | John Gibbons             |                                        |
| 1992    | Murder, She Wrote                     | Barney Gunderson         | Serie de TV (1 Episodio)               |
| 1992    | Rain Without Thunder                  | Sacerdote católico       |                                        |
| 1992    | Charlie's Ear                         | Harold Blodgett          |                                        |
| 1992    | Four Eyes and Six Guns                |                          | Película de TV                         |
| 1992    | Do You Like Women?                    |                          |                                        |
| 1993    | Mr. Nanny                             | Alex Mason, Sr.          |                                        |
| 1993    | My Boyfriend's Back                   | Dr. Bronson              |                                        |
| 1993    | Searching for Bobby Fischer           | Asa Hoffmann             |                                        |
| 1994    | Greedy                                | Hotel Clerk              |                                        |
| 1994    | Guarding Tess                         | Earl Fowler              |                                        |
| 1994    | The Cosby Mysteries                   | Maynard Caldwell         | Serie de TV (1 Episodio)               |
| 1994    | Los USA en zona rusa                  | Chef Oscar               | Película de TV                         |
| 1995    | Tales from the Crypt                  | Orloff                   | Serie de TV (1 Episodio)               |
| 1995    | New York News                         |                          | Serie de TV (1 Episodio)               |
| 1995    | Home for the Holidays                 | Peter Arnold             |                                        |
| 1995    | Two Much                              | Dr. Huffeyer             |                                        |
| 1995    | The Fifteen Minute Hamlet             | Hamlet                   | Corto                                  |
| 1995    | Long Island Fever                     | Dr. Motts                | Película de TV                         |
| 1996    | Sgt. Bilko                            | Mayor Ebersole           |                                        |
| 1996    | 2 Days in the Valley                  | Ralph Crupi              |                                        |
| 1996    | The Proprietor                        | Willy Kunst              |                                        |
| 1996    | The Associate                         | Aesop Franklin           |                                        |
| 1996    | The Mirror Has Two Faces              | Barry                    |                                        |
| 1997    | Frasier                               | Dr. Dorfman              | Serie de TV (1 Episodio)               |
| 1997    | The Practice                          | Sam Feldberg             | Serie de TV (1 Episodio)               |
| 1997    | Fired Up                              | Bobby H.                 | Serie de TV (1 Episodio)               |
| 1997    | Trial and Error                       | Judge Paul Z. Graff      |                                        |
| 1997    | Sue Lost in Manhattan                 | Bob                      |                                        |
| 1997    | Liberty!                              | Benjamin Rush            | Miniserie de TV (2 Episodios)          |
| 1997    | Amistad                               | Profesor Gibbs           |                                        |
| 1997    | The Fanatics                          | Eugene Cleft             |                                        |
| 1997    | A River Made to Drown In              | Billy                    |                                        |
| 1998    | Tracey Takes On...                    | Profesor Kenneth Hawkins | Serie de TV (1 Episodio)               |
| 1998    | Charlie Hoboken                       | Harry Cedars             |                                        |
| 1998    | Oz                                    | William Giles            |                                        |
| 1998-99 | Homicide: Life on the Street          | Dr. George Griscom       | Serie de TV (11 Episodios)             |
| 1999    | Skirty Winner                         | François Truffaut        |                                        |
| 1999    | Joe the King                          | Winston                  |                                        |
| 1999    | Men of Means                          | Jerry Trask              |                                        |
| 1999    | The 4th Floor                         | Mr. Collins              |                                        |
| 1999    | Brokendown Love Story                 | Lucky                    | Corto                                  |
| 2000    | Homicide: The Movie                   | Dr. George Griscom       | Película de TV                         |
| 2000    | The Acting Class                      | Bobby Austin             |                                        |
| 2000    | Broke Even                            | Archie                   |                                        |
| 2000    | El ala oeste de la Casa Blanca        | Barry Haskell            | Serie de TV (1 Episodio)               |
| 2000    | Fast Food Fast Women                  | George                   |                                        |
| 2000    | The Summer of My Deflowering          |                          | Corto                                  |
| 2000    | Clowns                                | Dean                     |                                        |
| 2001    | Queenie in Love                       | Alvin                    |                                        |
| 2001    | The Education of Max Bickford         | Harry                    | Serie de TV (1 Episodio)               |
| 2001    | A Beautiful Mind                      | Thomas King              |                                        |
| 2003    | Buscando a Nemo                       | Gurgle                   | Voz                                    |
| 2003    | Uptown girls                          | Mr. McConkey             |                                        |
| 2004    | Una Navidad de locos                  | Marty                    |                                        |
| 2004    | Law & Order: Criminal Intent          | Dr. John Manotti         | Temporada 4, Episodio 9: "Inert Dwarf" |
| 2010    | Wall Street 2: el dinero nunca duerme | Dr. Masters              |                                        |
| 2011    | Person of Interest                    | Pilcher                  | Episodio: "Foe"                        |
| 2012    | Game Change                           | Senador Joe Lieberman    | Película de TV                         |
| 2013    | Black Box                             | William Peters           |                                        |
| 2014    | She's Funny That Way                  | Juez Pendergast          |                                        |
| 2015    | Difficult People                      | Austin Pendleton         |                                        |
| 2016    | Starring Austin Pendleton             | Él mismo                 | Documental                             |
| 2016    | Buscando a Dory                       | Gurgle                   | Voz                                    |
| 2017    | 5-25-77                               | Herb Lightman            |                                        |
| 2018    | Omphalos                              | Fyodor Wax               |                                        |
| 2019    | The Sound of Silence                  | Robert Feinway           |                                        |